# Erni Maissen
Ernst "Erni" Maissen (født 1. januar 1958 i Basel, Schweiz) er en schweizisk tidligere fodboldspiller (midtbane/angriber). 
Maissen spillede 29 kampe for det schweiziske landshold, som han debuterede for 5. oktober 1977 i en venskabskamp mod Finland. Hans sidste landskamp var en venskabskamp mod Vesttyskland 27. april 1988.
På klubplan spillede Maissen størstedelen af sin karriere hos FC Basel i sin fødeby, hvor han var med til at vinde to schweiziske mesterskaber. Han havde også ophold hos FC Zürich og BSC Young Boys.

## Titler
Schweizisk mesterskab
- 1977 og 1980 med FC Basel